# Избори за одборнике Скупштине Београда 1921.
Избори за одборнике Скупштине Београда и нову општинску упрову одржани су 6. марта 1921. године.

## Пред изборе
Ови избори били су расписани јер су комунисти, победници избора из 1920. године, одмах смењени, тако да нису оставили никаквог трага о управљању Општином. Након смене комунистичке управе, на седници општинског одбора 2. септембра 1920. године, за привременог председника Београдске општине изабран је Ђока Кара-Јовановић.
Избори су расписани за 6. март 1921. године, како би Општина коначно добила званичку управу.
Милорад Драшковић, министар унутрашњих дела који је претходну комунистичку управу Београда сменио, требало је 5. марта да отпутује за Скопље. Међутим, то није учинио јер је желео да сачека резултате ових избора.

## Резултати
Од 12.016 бирача колико је уписано у бирачки списак Београдске општине, на изборе изашло је 8.603 њих.
| Поредак | Изборна листа                                 | Број гласова | %      | Број мандата |
| ------- | --------------------------------------------- | ------------ | ------ | ------------ |
| 1.      | Народна радикална странка Демократска странка | 5.543        | 66,5 % | 30           |
| 2.      | Комунистичка партија Југославије              | 2.076        | 24,9 % | 10           |
| 3.      | Социјалистичка партија Југославије            | 612          | 7,3 %  | 3            |
| 4.      | Републиканска демократска странка             | 372          | 4,5 %  | 2            |

Радикали и демократе, поучени искуством с прошлих избора и у страху од нове победе комуниста, на изборе изашли су са заједничком листом, што је и дало резултате. Комунисти, који су били победници прошлих београдских избора, на овим изборима добили су 1552 гласа мање, што значи да им је пала подршка у народу. Међутим, то се у неку руку може приписати и изласку социјалиста на ове изборе који су покупили радничке гласове.
Заједничка радикалско-демократска листа победила је с 5.543 гласа. Комунисти су добили 2076 гласова, социјалисти 612, а републиканци само 372, што је готово два пута мање него на претходним београдским изборима!
Нову општинску управу и 30 одборника у Скупштини Београда добила је радикалско-демократска коалиција, а на место председника Београдске општине изабран је радикал Добра Митровић.